# The Indians Are Coming
The Indians Are Coming (bra Índios do Oeste) é um cinesseriado estadunidense de 1930, dirigido por Henry MacRae para a Universal Pictures, com roteiro baseado no livro autobiográfico The Great West That Was, de William "Buffalo Bill" Cody.
Este seriado foi o primeiro totalmente falado, com som completo (antes, os filmes mudos eram entrecortados por ocasionais seções sonorizadas). Ele foi apresentado originalmente no “Roxy Theatre”, em Nova Iorque, e foi considerado o responsável por salvar o formato serial dentro da era sonora.

## Sinopse
Relata as aventuras de Jack Manning em defesa de Mary Woods, que é alvo do ladrão Rance Carter. Carter, além de roubar o ouro que pertence à família de Maria, enciumado cria várias situações de perigo para Jack e Maria, entre elas perseguições de trem, incêndios, revolta de índios, duelos e explosões.

## Elenco
- Tim McCoy .... Jack Manning
- Allene Ray .... Mary Woods
- Edmund Cobb .... Bill Williams
- Francis Ford .... George Woods / Tom Woods
- Wilbur McGaugh .... Rance Carter
- Bud Osborne .... Bull McGee
- Charles F. Royal .... Tio Amos
- Dynamite the Dog .... Pal, o cão

## Lançamento

### Cinemas
O lançamento de The Indians Are Coming marcou a primeira vez em que um seriado recebeu um tratamento diferenciado. Estreou no Roxy Theatre, em Nova Iorque, e percorreu então todo o país.
Segundo Stedman, The Indians Are Coming alcançou um lucro perto de $1,000,000. O sucesso do seriado pôs fim à opinião de que a tecnologia sonora acabaria com o formato serial. Nas palavras de William C. Cline, este sucesso foi " with reviving interest in what seemed to be a dying form of entertainment" (creditado como um interesse em reviver o que parecia ser uma forma já morta de entretenimento) e provou que a ação ainda podia ser feita com equipamentos de som.

## Recepção crítica
Stedman comparou o exagero da atuação de Tim McCoy à de Adam West no Batman da série de televisão, mas declarou que tal comparação não deveria ser estendida a outras estrelas. Ele foi além e comentou que “Só o cão não caiu vítima da tendência natural dos atores do cinema mudo a exagerar quando empurrados para o som”.

## Capítulos
1. Pals in Buckskin
2. A Call to Arms
3. A Furnace of Fear
4. The Red Terror
5. The Circle of Death
6. Hate's Harvest
7. Hostages of Fear
8. The Dagger Duel
9. The Blast of Death
10. Redskin's Vengeance
11. Frontiers Aflame
12. The Trail's End

Fonte:

## Produção
Este seriado foi baseado em "The Great West That Was", de William "Buffalo Bill" Cody, que já servira de inspiração para os seriados, também da Universal Pictures, In the Days of Buffalo Bill, de 1922 e Fighting With Buffalo Bill, de 1926. Posteriormente, o mesmo livro inspiraria outro seriado da Universal, Battling with Buffalo Bill, de 1931. Em 1935, a Universal Pictures faria uma refilmagem com o mesmo tema, Rustlers of Red Dog.
Algumas das cenas foram reutilizadas pela Universal do seu filme de 1926 “The Flaming Frontier”.